# Heinrich Wessel (Politiker)
Heinrich Wilhelm Theodor Christian Wessel (* 12. Oktober 1868 in Lucklum; † 12. September 1939 in Wolfenbüttel) war ein deutscher Politiker der Deutschen Volkspartei (DVP). Im Zuge der Vorgänge um die Einbürgerung Adolf Hitlers hatte Wessel die entscheidende Idee, Adolf Hitler dadurch die deutsche Staatsangehörigkeit zu verschaffen, dass man ihn zum Bürger des Freistaates Braunschweig macht, indem Hitler eine Anstellung bei der braunschweigischen Gesandtschaft beim Reichsrat in Berlin erhielt. Auf diese Weise wurde Hitler am 25. Februar 1932 Deutscher.

## Leben
Der Sohn eines Gutsbesitzers bestand 1890 das Abitur in Goslar und zog anschließend nach Braunschweig, um dort von 1891 bis 1895 an der TH Braunschweig Ingenieurwissenschaften zu studieren. Durch Heirat wurde er Besitzer eines Verlagshauses. 1929 verlieh ihm die TH Braunschweig die Ehrendoktorwürde.

## Politiker
Wessel war zunächst von 1909 bis 1917 Stadtverordneter in Wolfenbüttel. 1918 wurde er Mitglied der Deutschen Volkspartei (DVP). Von 1911 bis 1933 war er Mitglied des Braunschweigischen Landtages, dem er als Präsident drei Mal vorsaß. Als die im Landtag vertretenen bürgerlichen Parteien, beispielsweise die Bürgerliche Einheitsliste (BEL), mit der ebenfalls im Landtag vertretenen NSDAP koalierten, tendierte Wessel zu einer Zusammenarbeit mit der Sozialdemokratischen Partei (SPD). 1933 verlor er sämtliche Ämter.

### Einbürgerung Adolf Hitlers
Zwischen 1925 und 1932 hatte es mindestens sieben Versuche von verschiedenen Seiten gegeben, dem zu diesem Zeitpunkt auf eigenes Betreiben hin staatenlosen Hitler durch Einbürgerung die für die Reichspräsidentenwahl 1932 notwendige deutsche Staatsangehörigkeit zu verschaffen.
Nach sechs gescheiterten Versuchen, darunter bereits einem in Braunschweig – Hitler sollte eine Professur für Organische Gesellschaftslehre und Politik an der Technischen Hochschule zugesprochen bekommen –, wandte sich der NSDAP-Abgeordnete und Präsident des Braunschweigischen Landtags Ernst Zörner an seinen Schwager, das DVP-Vorstandsmitglied Carl Heimbs, mit der Bitte um Unterstützung in der Angelegenheit. Zörner, Heimbs und Hitlers Rechtsberater Hans Frank trafen sich daraufhin in einem Braunschweiger Hotel, wo Heimbs zusagte, sich mittels Wessels, des damaligen Landtags-Vizepräsidenten, für Hitlers Einbürgerung starkzumachen. In einem Gespräch äußerte Wessel dann die Idee, Hitler eine Anstellung als Regierungsrat des Freistaates Braunschweig zu verschaffen, wodurch Hitler automatisch die deutsche Staatsangehörigkeit erhielte.
Der DVP-Vorstand billigte den Wessel-Vorschlag, wodurch Heinrich Wessel zur Schlüsselfigur der Einbürgerung Adolf Hitlers wurde. Auch der DVP-Vorsitzende Eduard Dingeldey gab aus Berlin telefonisch im Namen seiner Partei die Zustimmung zu diesem Vorgehen, sodass Wessel und sein Parteikollege Albert Brandes dem Innenminister des Freistaates Braunschweig und NSDAP-Mitglied Dietrich Klagges sowie Ernst Zörner mitteilen konnten, dass die DVP hinter dem Vorhaben stehe. Daraufhin unterzeichneten Klagges und der braunschweigische Ministerpräsident Werner Küchenthal von der Deutschnationalen Volkspartei (DNVP) die entsprechenden Papiere, die Hitler offiziell zu einem Deutschen machten.